# Apex (coiffe)

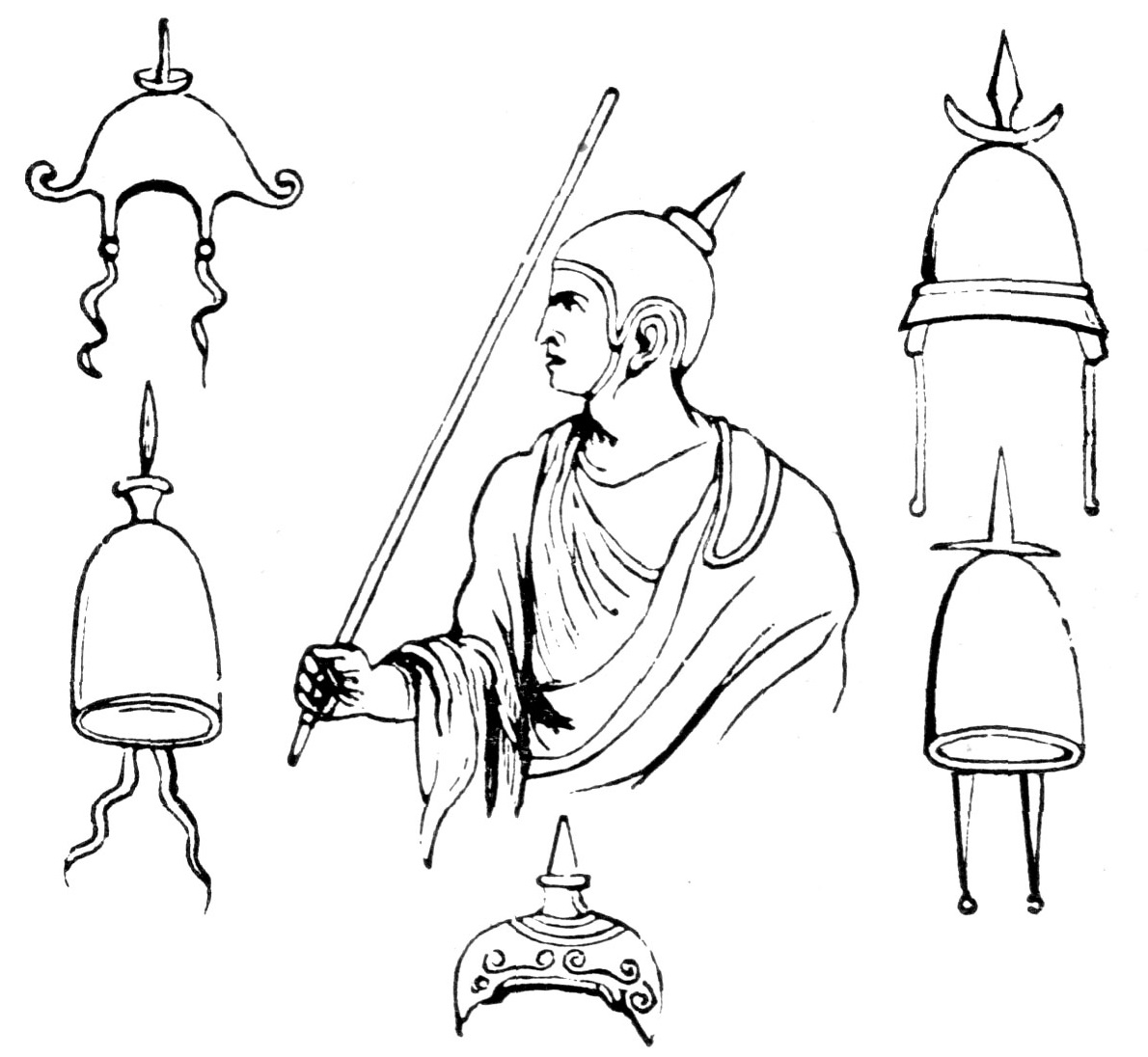
Apex.

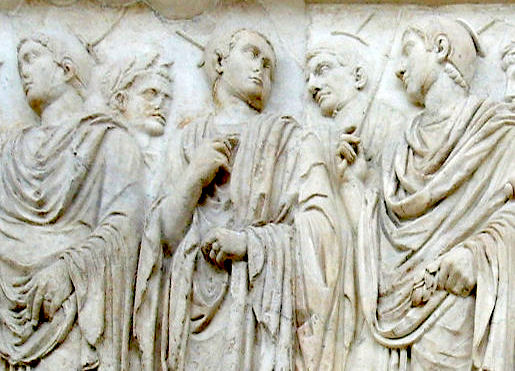
Détail du relief de l'Ara Pacis montrant des flamines portant l'apex pointu.

Pour les articles homonymes, voir Apex.
Dans la Rome antique, l'apex (au pluriel : apices) est un chapeau porté par les prêtres, flamines et saliens.
À l'origine, le nom d'apex (qui signifie « sommet ») ne désigne qu'une partie du chapeau : un morceau pointu de bois d'olivier, dont la base est entourée d'une mèche de laine. Il est porté au-dessus de la tête. Il peut être maintenu uniquement par des filets. Dans la majorité des cas, il est attaché avec deux cordes ou bandes, nommées apicula ou offendices . Ce dernier terme peut aussi désigner le bouton, par lequel les ficelles sont attachées sous le menton.
La loi interdit aux flamines de paraître en public, ou en plein air sans l'apex, d'où l'expression alicui apicem dialem imponere (poser sur quelqu'un l'apex de Jupiter) signifiant nommer un flamen dialis (grand prêtre de Jupiter). D'après l'historien romain Valère Maxime, Sulpicius perd son apex alors qu'il effectue un sacrifice, il est alors privé de sacerdoce,.
Denys d'Halicarnasse  décrit le chapeau comme étant de forme conique. Sur les monuments antiques, il apparait conique comme rond. 
Le flamen dialis porte aussi l'Albogalerus, ou albus galerus, bonnet fait de la peau d'une victime blanche sacrifiée à Jupiter. L'apex y est attaché avec une brindille d'olivier .
De l'apex dérive l'épithète apicatus, employée par Ovide et s’appliquant au flamen dialis.